# Kapenaar
De Kapenaar (Argyrozona argyrozona) is een straalvinnige vis uit de familie van zeebrasems (Sparidae) en behoort derhalve tot de orde van baarsachtigen (Perciformes). De vis kan maximaal 90 cm lang en 3500 gram zwaar worden. De hoogst geregistreerde leeftijd is 27 jaar.

## Leefomgeving
Argyrozona argyrozona is een zoutwatervis. De vis prefereert een subtropisch klimaat en leeft hoofdzakelijk in de Indische Oceaan. De diepteverspreiding is 20 tot 200 m onder het wateroppervlak.

## Relatie tot de mens
Argyrozona argyrozona is voor de visserij van beperkt commercieel belang. In de hengelsport wordt er weinig op de vis gejaagd.